# Eugenio Delgado Parra
Eugenio Delgado Parra (Valle de Santiago, Guanajuato, México, 1961) es musicólogo, compositor y pianista.

## Trayectoria
Entre 1975 y 1979 estudió composición, piano y dirección coral en el Conservatorio de las Rosas de Morelia, Michoacán, bajo la guía de Gerhardt Muench (piano), Rubén Valencia (composición), Bonifacio Rojas (dirección coral) y José Carmen Saucedo (órgano y canto gregoriano). Luego obtuvo una beca por cuatro años, de enero de 1980 a diciembre de 1983, para asistir al Taller de Composición Carlos Chávez del CENIDIM, donde estudió con Federico Ibarra y Manuel Enríquez. En 1996 terminó la licenciatura en Composición musical en la Escuela Superior de Música del Instituto Nacional de Bellas Artes. En 1982 obtuvo el segundo premio en el concurso de obras orquestales convocado por la UNAM y, en 1995, el primer lugar, dentro de la categoría de musicalización de textos, en el Primer Certamen Universitario Sor Juana Inés de la Cruz, organizado por la Universidad del Claustro de Sor Juana.
Sus principales maestros de piano han sido Gerhardt Muench y Aurelio León Ptacnik y ha realizado diversos cursos de perfeccionamiento pianístico con Guadalupe Parrondo, Ana María Tradatti, José Sandoval, France Clidat, Luis Mayagoitia y Monique Rasetti. Se ha presentado como pianista en importantes salas de concierto en distintos lugares de la República Mexicana.
Fue director asistente de la Orquesta Filarmónica del CREA (1985) y de la Orquesta Sinfónica Juvenil "Miguel Bernal Jiménez" del Conservatorio de La Rosas de Morelia (1991-1992). Ha sido profesor de las materias de armonía, contrapunto y análisis musical en la Escuela de Perfeccionamiento Vida y Movimiento del Conjunto Cultural Ollin Yoliztli (ahora Centro Cultural Ollin Yoliztli) y en el Conservatorio de las Rosas. Asimismo, fue maestro de armonía y de análisis musical en la Escuela Superior de Música del INBA.
Por invitación de Manuel Enríquez, entonces director del Centro Nacional de Investigación, Documentación e Investigación Musical "Carlos Chávez" (CENIDIM), ingresó en 1984 como investigador esta institución, dependiente del Instituto Nacional de Bellas Artes (INBA). 
Sus intereses se han centrado en la música mexicana de los siglos XIX y XX. Ha cultivado las principales disciplinas musicológicas: investigación de archivo, catalogación, edición musical, teoría y análisis musical. Cabe destacar su participación en la restitución de la ópera Ildegonda, de Melesio Morales (1839-1908), re-estrenada para la inauguración del CENART en 1994, y el hallazgo, clasificación y catalogación del archivo personal de Cenobio Paniagua (1821-1882), trabajo publicado por el INBA en 2002. Además de éstas, sus publicaciones comprenden ediciones críticas de obras de Ricardo Castro, Carlos Chávez y Cenobio Paniagua. Es coautor de la restitución de la ópera Ildegonda de Melesio Morales, del libro Catálogo de manuscritos musicales del Archivo Zevallos Paniagua: Obras de Cenobio y Manuel Paniagua y autor de varios artículos publicados en las revistas Pauta y Heterofonía.
Paralelamente a su labor musicológica, realizó, entre 2000 y 2006,  estudios de Licenciatura y Maestría, con especialidad en Estética y Filosofía de la Cultura, en la Facultad de Filosofía y Letras de la UNAM. 
Fue responsable de la Coordinación de Investigación (2002-2003) y fungió como el séptimo director (2006-2011) del Centro Nacional de Investigación, Documentación e Investigación Musical "Carlos Chávez" (CENIDIM).

## Selección de obras
Como compositor, en 1982 obtuvo el segundo premio en el concurso de obras orquestales convocado por la UNAM y, en 1995, el primer lugar dentro de la categoría de musicalización de textos, en el Primer Certamen Universitario Sor Juana Inés de la Cruz, organizado por la Universidad del Claustro de Sor Juana. Sus obras han sido ejecutadas en los principales escenarios del país.
- Suite para piano (1978)
- Diarhytmus (1980), para voz, piano y percusión
- La ninfa eco (1981), para orquesta sinfónica
- Primera sonata (1982), para piano solo
- Segunda sonata (1982), para piano a cuatro manos o dos pianos
- Música breve (1982), para clarinete y piano
- Anagnórisis (1983), para orquesta sinfónica
- Transfiguraciones (1993-1994), para orquesta sinfónica
- Finjamos que soy feliz (1995), para orquesta sinfónica y narrador
- Música para la obra de teatro El público y el amor de Federico García Lorca (1998), para soprano, mezzosoprano y piano
- Primer cuarteto (2003), para cuarteto de cuerdas
- Cuatro piezas para piano (2004)

## Música editada
- Monólogo de una esfinge (1982), en Cinco compositores jóvenes. Música para piano, México, INBA-CENIDIM, 1982
- Cuatro piezas para piano (2004), en Obras didácticas para piano. Siglo XXI, México, PADID-CONACULTA-ESM, 2004

## Publicaciones
Como investigador, Eugenio Delgado Parra ha publicado artículos e impartido cursos y conferencias sobre la música mexicana de los siglos XIX y XX. Realizó la restitución de dos óperas mexicanas del siglo XIX: Ildegonda de Melesio Morales y Pietro D'Abano de Cenobio Paniagua, y también es coautor del Catálogo de manuscritos musicales del archivo Zevallos Paniagua. Obras de Cenobio y Manuel M. Paniagua (CENIDIM, 2001).

### Libros
- Catálogo de manuscritos musicales del archivo Zevallos Paniagua: Obras de Cenobio y Manuel M. Paniagua (en colaboración). México, CENIDIM-INBA, 2002. 358 pp.[2]

### Ediciones críticas
- Cuarteto núm. 1 de Cenobio Paniagua (1821-1882). México, CENIDIM-INBA, 2007. 77 pp. Incluye edición facsimilar. Adenda: cuatro partichelas.
- Cuarteto de cuerdas núm. 2 de Carlos Chávez (1899-1978). Edición crítica. Nueva York, Carlanita Music Company, G. Schirmer, Inc., 2001.
- Antígona, apuntes para la sinfonía de Carlos Chávez (1899-1978). Edición crítica. Nueva York, Carlanita Music Company, G. Schirmer, Inc., 2000.

### Artículos, reseñas y traducciones
- "El archivo musical de Cenobio Paniagua: nuevas posibilidades de investigación a partir de su descubrimiento", en Revista Heterofonía. (en colaboración). N° 114-115 (enero-diciembre de 1996). pp. 38-41.
- "El rescate de la ópera Ildegonda de Melesio Morales", en el folleto del disco compacto de la ópera del mismo nombre. (en colaboración). Orquesta Sinfónica Carlos Chávez. Fernando Lozano, director. CNCA-UNAM 1995
- “Temistocle Solera. Ildegonda. Drama lírico. Traducción del libreto de la ópera Ildegonda de Melesio Morales, italiano-español. Disco compacto de la ópera Ildegonda de Melesio Morales. Orquesta Sinfónica Carlos Chávez. Fernando Lozano, director. México, CNCA-UNAM, 1995.
- "Una aproximación a Anita, última ópera de Melesio Morales", en Revista Heterofonía. Núm. 107 (julio-diciembre de 1992), p. 25-31. (en colaboración)
- "Nuevos compositores chilenos", en Heterofonía. Núm. 108 (Enero-Junio de 1993), pp. 132-134.
- "El lenguaje musical de Aura de Mario Lavista", en Revista Heterofonía. Núm. 108 (Enero-Junio de 1993), pp. 45-51.
- "Apuntes para un estudio de las canciones para voz y piano de Cenobio Paniagua”, revista Heterofonía, núm. 126 (enero-junio de 2002), pp. 9-21 (en colaboración).
- "La ópera mexicana en el siglo XX”, en el libro colectivo La música mexicana del siglo XX, México, FCE, 2007, Colección Memoria Mexicana.